# Rowleys River
Der Rowleys River ist ein Fluss im Osten des australischen Bundesstaates New South Wales.

## Geographie
Er entspringt im Nördlichen Tafelland von New South Wales an den Hängen der Great Dividing Range, rund sechs Kilometer südlich von Yarrowitch. Entlang der Westgrenze des Cottan-Bimbang-Nationalparks fließt er nach Süden durch den Enfield State Forest. 33 Kilometer südöstlich von Nowendoc mündet er in den Nowendoc River.
Der Rowleys River wurde anfangs Number Two River genannt.

### Nebenflüsse mit Mündungshöhen
Er hat folgende Nebenflüsse:
- Burns Creek – 335 m
- Cells River – 218 m